# دونالد د. باترسون
دونالد د. باترسون هو سياسي كندي، ولد في 18 مارس 1911، وتوفي في 30 نوفمبر 1972. انتخب عضو الجمعية التشريعية لنيو برونزويك ‏.